# Čaščenje pastirjev (Giorgione)
Čaščenje pastirjev, včasih še vedno znano tudi kot Allendalejevo Kristusovo rojstvo, po nekdanjem lastniku, je slika italijanskega renesančnega slikarja Giorgioneja, dokončana približno v letih 1505 do 1510. Pripisovanje je zdaj običajno, čeprav ni splošno; običajno drugo stališče je, da gre za zgodnjega Tiziana. Gotovo gre za beneško sliko tistega obdobja. Na ogled je v Nacionalni galeriji umetnosti v Washingtonu, D. C., ZDA.
Skupina slik je včasih opisana kot »Allendalejeva skupina«, po Allendalejevem Rojstvu. V to skupino spada še ena slika v Washingtonu, Sveta družina in predela Čaščenje sv. Treh kraljev v Narodni galeriji v Londonu. Ta skupina, ki je zdaj pogosto razstavljena s še enim Čaščenjem pastirjev na Dunaju, včasih tudi dlje, je običajno vključena (vedno bolj) ali izključena iz Giorgionejevega opusa.

## Kompozicija
Giorgione je upodobil glavno sceno na desni, pred temno jamo, medtem ko je na levi svetla pokrajina, kronana z drevesi. Iskrena dramatična napetost je zagotovljena z izbiro klečečih pastirčkov romarjev na sredini slike. Celotna skupina staršev, otrok in romarjev tvori pravokotnik, ki tvori kontrast žarišču oddaljene pokrajine na levi.

## Zgodovina
To delo je verjetno dokončal Giorgione, medtem ko je bil del delavnice Vincenza Catena, strogega sledilca sloga Giovannija Bellinija.
Slika je bila v lasti kardinala Josepha Fescha (1763–1839) in prodana v Palazzo Ricci v Rimu 18. marca 1845 (sklop 874) kot Adoration des bergers, delo »Giorgon (Giorgio Barbarelli dit le)« za 1760 scudov (£ 370,53 - 4,75 skudov za funt) . Kardinal je bil Napoleonov stric in velik zbiralec. Na prodaj 17. in 18. marca je bilo predstavljenih 1837 slik; Louvre jih je imel takrat 1406. Zbirka je vsebovala Poslednjo sodbo Fra Angelica in Poussinovo La Danse de la vie humaine.
Naslednji lastnik je bil Claudius Tarral iz Pariza in jo je 11. junija 1847 prodal v Christie's v Londonu (lot 55)  kot Giorgionejevo Čaščenje pastirjev. Na prodaji je bilo predstavljenih 55 slik in doseženih 3383 funtov. Giorgioneja so prodali za 1470 gvinej (1544 funtov). Ta velika vsota glede na celotno prodajo in dejstvo, da je šlo za zadnji lot, kaže na to, da gre za najpomembnejši predmet prodaje.
Na prodaji leta 1847 je slika prišla v last Thomasa Wentwortha Beaumonta (1792–1848) iz Bretton Halla v Zahodnem Yorkshiru v Angliji. Od njega je prešla k Wentworthu Blackettu Beaumontu, 1. baronu Allendaleu (1829-1907), njegovemu sinu Wentworthu Beaumontu, 1. vikontu Allendaleu (1860-1923) in njegovemu sinu Wentworthu Beaumontu, 2. vikuntu Allendale (1890-1956).
Joseph Duveen je zaključil pogajanja od lorda Allendala 5. avgusta 1937. Družba Duveen Brothers jo je pridobila po, po besedah Duveenovega kolega Edwarda Fowlesa, ceni Giorgioneja (315.000 $ in 5000 dolarjev za prodajalca Charlesa Rucka). Duveenov strokovnjak, umetnostni zgodovinar Bernard Berenson je goreče verjel, da je slika zgodnji Tizian in sledila je bitka volj. Allendalejeva slika je na koncu povzročila spor med lordom Duveenom in Berensonom, s čimer se je končal eden najvplivnejših odnosov v zgodovini moderne umetnosti. Duveen je sliko kot Giorgioneja leta 1938 prodal Samuelu Kressu, magnatu veleblagovnice, za 400.000 ameriških dolarjev. V božičnem času istega leta se je prikazala v izložbi njegove trgovine na Peti aveniji. 

## Pripis
Joseph Archer Crowe in Giovanni Battista Cavalcaselle sta že leta 1871 ugotovila, da je bila slika Giorgionejeva. Berensonovi beneški slikarji (1894) sliko predhodno pripisujejo Vincenzu Cateni. Leta 1912 je Roger Fry zapisal, da »preučevanje oblik, zlasti pokrajine in listja v ospredju, v mojih mislih ne pušča dvoma, da je Cariani«  Leta 1937 je Berenson zapisal, »mora biti Tizianova, morda najzgodnejše delo, vendar le polovica iz jajca, druga polovica pa je še v giorgionesko formuli«.
Na Berensonovem seznamu Beneške šole iz leta 1957 je slika deloma pripisana Giorgioneju z »Devico in pokrajino, ki jo je verjetno končal Tizian«. V Shapleyjevem katalogu Narodne galerije umetnosti iz leta 1979 je slika navedena kot Giorgione s petimi nezadovoljneži, med njimi Ellis Waterhouse in S. J. Freedberg.